# 2484 Паренаго
2484 Паренаго (2484 Parenago) — астероїд головного поясу, відкритий 7 жовтня 1928 року.
Тіссеранів параметр щодо Юпітера — 3,519.
Названо на честь радянського астронома Паренаго Павла Петровича (1906-1960)